# モーリス・アンドレ
モーリス・アンドレ（Maurice André, 1933年5月21日 - 2012年2月25日）は、フランスのトランペット奏者。セヴェンヌ近郊アレスの出身。

## 人物
アマチュア音楽家の家庭に生まれる。父親の友人レオン・バルテルミーにトランペットの手ほどきを受け、パリ音楽院に進むように奨められるが、入学許可証を得るため、軍楽隊に加わった。音楽院では、レイモン・サバリッチの薫陶を受け、在学1年目にコルネットで、2年目にトランペットで首席となる。音楽院では、ある教員よりうまく演奏することができた為、鬱憤を募らせたその教員に殴られ、帰郷を命ぜられたこともあった。それから数週間後に、アルバンの著書に載っている全14曲の練習曲を、ミス無しで演奏しきった。卒業の翌年、パリ国際音楽コンクールで見事優勝を遂げる。
1955年にジュネーヴ国際音楽コンクールにて優勝すると、1963年にもミュンヘン国際音楽コンクールにて優勝した。
アンドレの流麗で優美な演奏は、多くの金管楽器奏者を触発した。テレマン、バッハ、ハイドン、フンメルらのトランペット協奏曲の録音は、これらの作品の再評価に貢献した。
また、1959年には、セルマー社と協同して、現在広く使用されているピッコロトランペットを創り出した。この楽器は、熟練していない演奏者の手にかかると、甲高くきつい音色になってしまうが、アンドレはこの楽器をやすやすと扱い、理想的な柔和な音色を出してみせた。
録音数は、1960年代初頭から現在に至るまで、優に300点を超える。他の楽器のための作品を編曲して、トランペット独奏用のレパートリーを広げる事にも尽くした。ミシェル・ルグランらと制作したイージーリスニングのアルバムもある。
世界各地で行った演奏会は4千回を超え、たびたび来日して演奏旅行を行なった。
2012年2月25日、ピレネー＝アトランティック県バイヨンヌの病院にて死去。78歳没。